# Stara Wieś (powiat siedlecki)
Stara Wieś – wieś w Polsce położona w województwie mazowieckim, w powiecie siedleckim, w gminie Mordy.
| SIMC    | Nazwa      | Rodzaj    |
| ------- | ---------- | --------- |
| 0684620 | Kierzczane | część wsi |

W latach 1975–1998 miejscowość należała administracyjnie do województwa siedleckiego.
We wsi działa założona w 1963 roku jednostka ochotniczej straży pożarnej.
Wierni Kościoła rzymskokatolickiego należą do parafii św. Michała Archanioła w Mordach.

## Osoby związane z miejscowością
- Henryk Czarnocki